# Idé Oumarou

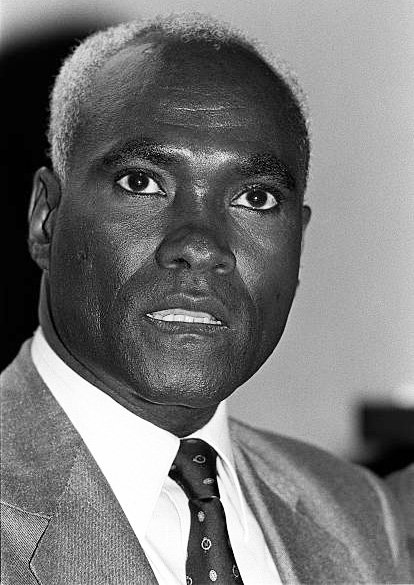
Idé Oumarou (1985)

Idé Oumarou (* 1937 in N’Dounga; † 12. Februar 2002 in Niamey) war ein nigrischer Politiker, Diplomat und Schriftsteller. Er war Außenminister Nigers (1983–1985) und Generalsekretär der Organisation für Afrikanische Einheit (1985–1989). Für seinen Roman Gros plan wurde er 1978 mit dem Grand Prix littéraire de l’Afrique noire ausgezeichnet.

## Leben
Idé Oumarou besuchte von 1957 bis 1959 die École normale William Ponty bei Dakar, eine der angesehensten Schulen in Französisch-Westafrika, wo er sich zum Lehrer ausbilden ließ. Mithilfe eines Stipendiums studierte er anschließend Wirtschaftsforschung mit Schwerpunkt Planung am Institut des Hautes Études d’Outre-Mer in Paris. Im 1960 von Frankreich unabhängig gewordenen Niger arbeitete Oumarou zunächst im Generalkommissariat für Planung. Staatspräsident Hamani Diori bestimmte ihn 1961 zum Direktor und Chefredakteur der staatlichen Wochenzeitung Le Niger. Innerhalb der Einheitspartei PPN-RDA galt Oumarou als besonders einflussreich. Er erhielt 1963 den Posten des Generaldirektors für Information im Informationsministerium, den er innehatte, bis er im Juni 1972 zum Direktor für Post und Telekommunikation ernannt wurde.
Staatspräsident Hamani Diori wurde im April 1974 durch einen Militärputsch abgesetzt und die Partei PPN-RDA aufgelöst. Idé Oumarou gewann rasch das Vertrauen des neuen Staatschefs General Seyni Kountché, der ihn noch 1974 zu seinem Kabinettschef bestimmte. Für kurze Zeit wirkte er als Nachfolger von Abdou Gaoh auch als Präsident der Fédération Nigérienne de Football, des nationalen Fußballverbands. Als Kabinettschef gehörte er während der folgenden fünf Jahre zu den engsten Mitarbeitern des Staatschefs. General Kountché beförderte ihn 1980 zum Botschafter Nigers bei den Vereinten Nationen in New York City. In dieser Eigenschaft übernahm Oumarou zwischen Mai 1980 und Januar 1981 mehrmals den Vorsitz im Sicherheitsrat der Vereinten Nationen. Er kehrte in die Heimat zurück, als ihn Kountché am 14. November 1983 zum Außenminister Nigers ernannte. Dieses Amt hatte er bis Juli 1985 inne, als er zum Generalsekretär der Organisation für Afrikanische Einheit (OAU) gewählt wurde. Die OAU galt bis zu diesem Zeitpunkt aufgrund von Meinungsverschiedenheiten zwischen ihren Mitgliedsstaaten als unfähig, die Probleme des Kontinents, zu denen die Hungersnot in der Sahelzone zählte, zu bewältigen. Oumarou verlautbarte, daran arbeiten zu wollen, dass die Mitgliedsstaaten ihre politischen Streitigkeiten hinter sich lassen und sich auf die wirtschaftlichen Probleme Afrikas konzentrieren, und forderte einen „Marshallplan für Afrika“. Er bemühte sich außerdem erfolglos um die Unabhängigkeit Namibias und die Freilassung Nelson Mandelas während seiner Amtszeit. Als er sich im Juli 1989 um die Verlängerung seiner Amtszeit als OAU-Generalsekretär bewarb, musste er sich dem Tansanier Salim Ahmed Salim geschlagen geben. Idé Oumarou kehrte daraufhin nach Niger zurück, wo er im Rang eines Staatsministers zum Berater von Kountchés Nachfolger Ali Saibou ernannt wurde. Oumarou setzte sich erfolglos für eine Wiedergründung der internationalen PPN-RDA-Mutterpartei RDA ein. Unter dem von 1996 bis 1999 amtierenden Staatspräsidenten Ibrahim Baré Maïnassara diente er erneut als Kabinettschef in der Präsidentschaftskanzlei. Er wurde außerdem mit mehreren Krisenbewältigungsmissionen in afrikanischen Ländern betraut. Ab April 2000 bis zu seinem Tod repräsentierte er die Frankophonie im Facilitatoren-Kollegium während der politischen Krise in Togo.
Oumarou starb im Alter von 65 Jahren an einem Herzinfarkt in seiner Wohnung in Niamey.

## Literarisches Schaffen
Idé Oumarou schrieb zwei Romane in französischer Sprache. In seinem 1977 erschienenen Erstlingsroman Gros plan beschreibt er Szenen aus dem Alltagsleben in Niamey, die Entwicklungen innerhalb der nigrischen Gesellschaft widerspiegeln. Für Gros plan erhielt er 1978 den Literaturpreis Grand Prix littéraire de l’Afrique noire. Sein zweiter Roman, Le Représentant, kam 1984 heraus und war weniger erfolgreich. Darin schildert Oumarou unter anderem den Einfluss der Habgier auf menschliche Beziehungen. Charakteristisch für das literarische Schaffen Idé Oumarous ist die genaue, wenngleich subtile Beschreibung politischer Missstände. Oumarou verfasste auch mehrere Kurzgeschichten und Theaterstücke sowie eine 1995 erschienene politische Autobiografie, in der er seine Arbeit unter Seyni Kountché Revue passieren lässt.

### Werke
- Mariama. Niamey 1969.
- Gros plan. Nouvelles éditions africaines, Dakar/Abidjan 1977, ISBN 2-7236-0146-3.
- Le Représentant. Nouvelles éditions africaines, Dakar/Abidjan 1984.
- Dialogues et temps forts avec Seyni Kountché. ACCT/Nouvelle Imprimerie du Niger, Paris/Niamey 1995.